# Mark Jones (nogometaš)
Mark Jones, angleški nogometaš, * 15. junij 1933, Barnsley, South Yorkshire, Anglija, Združeno kraljestvo, † 6. februar 1958, München, Zahodna Nemčija.
Jones je bil eden od Busbyjevih mladcev, ki so se prebili iz mladinskih vrst Manchester Uniteda v člansko ekipo. Februarja 1958 je umrl v münchenski letalski nesreči.
Rodil se je v Wombwellu v bližini Barnsleyja, South Yorkshire. Velik del 50. let je v klubu veljal za prvega vezista. V sezonah 1955/56 in 1956/57 se je z ekipo dokopal do dveh naslovov državnega prvaka.
K Manchester Unitedu je prestopil že leta 1948, ko je kot vajenec zapustil šolo. Svoja prva nastopa v članski ekipi je zbral v sezoni 1952/53. Do Unitedove zmagovite sezone 1955/56 se je že uveljavil kot reden član prve postave, četudi je imel na svojem igralnem položaju veliko konkurenco v Jackieju Blanchflowerju. Na začetku svoje kariere pri Unitedu se je na območju Barnsleyja preživljal kot polagalec opek. 
4. maja 1957 je zaradi očesne poškodbe izpustil finale FA pokala proti Aston Villi, ki ga je United izgubil z 1–2. S predstavami, ki jih je kazal proti koncu svoje kariere, je bil po mnenju mnogih takratnih strokovnjakov zrel za vpoklic v angleško reprezentanco. Skupaj je za United zaigral na 120 srečanjih (od tega 103 ligaških), na katerih je dosegel en zadetek.
Februarja 1958 se je z Unitedovim klubskim letalom vračal nazaj domov po gostovanju  pri Crveni zvezdi v Beogradu. Letalo je za namene dolivanja goriva napravilo postanek na münchenskem letališču Riem in pri vzletanju s 44 potniki na krovu strmoglavilo. Jones je v nesreči izgubil življenje, skupaj s še sedmimi soigralci. Ob času smrti je štel 24 let.
Pokopali so ga v Wombwellu blizu Barnsleyja, njegovega rojstnega kraja. Na začetku 50. let se je s pričetkom profesionalne kariere pri Unitedu od tam odselil in živel dalje v Flixtonu, ki leži okoli 10 km stran od mestnega jedra Manchestra. 
Preživela sta ga žena June in njun dveletni sin Gary. Njun drugi otrok, hčerka Lynne, se je rodila štiri mesece po nesreči. June se je kasneje ponovno omožila, z možakarjem po imenu Herbert Barker. Umrla je decembra 2007, pokopali so jo zraven njenega prvega moža, le nekaj tednov pred 50. obletnico njegove smrti. 
Jonesa so soigralci pogosto klicali po njegovem vzdevku Dan Archer. Vzdevek so mu nadeli zaradi njegovega kajenja pipe, ki je spominjal na Dana Archerja, lika iz radijske nadaljevanke The Archers.